# Bruck an der Mur
Bruck an der Mur är en stad och kommun  i förbundslandet Steiermark i Österrike. Det är huvudorten i distriktet Bruck-Mürzzuschlag. Staden ligger cirka 50 kilometer norr om Graz där floden Mürz mynnar i floden Mur. 

## Historia
Bruck omnämns för första gången år 860. Samhället utvecklades till en betydande handelsplats i övre Steiermark. 1263 flyttades samhället till slottsberget och befästes. Delar av den gamla stadsmuren står fortfarande kvar. Samma år omnämndes Bruck som oppidum, det vill säga stad. 1277 fick Bruck officiellt stadsrättigheter. För den vidare utvecklingen som handelsplats var handelstvånget, alltså tvånget för genomresande handlare att erbjuda sina varor till försäljning, av betydelse.
Under 1500-talet upplevde Bruck ett ekonomiskt uppsving. Inflytelserika köpmannafamiljer som Kornmeß och Pögl präglade inte bara stadsbilden (Kornmesserhuset) utan ökade också stadens politiska anseende. Flera landsmöten ägde rum i Bruck, bland annat också den politiskt viktiga generallanddagen för de österrikiska arvländerna 1520. Ett annat viktigt landdagsmöte ägde rum 1575 när religionsfrihet tillförsäkrades de protestantiska ständerna. Men samtidigt drabbades staden hårt av flera stora bränder (1510, 1530 och 1543) och pestepidemier (1541–1545 och 1569). På 1520-talet övergick merparten av invånarna till den lutherska läran, men mot slutet av seklet började motreformationen och år 1600 kom en kyrklig kommission till Bruck. Förutom 5 borgare återgick alla invånare till den katolska läran. För att kontrollera borgarskapet byggdes mellan 1608 och 1610 ett kapucinkloster. 
Under de efterföljande två århundradena drabbades Bruck av stora svårigheter: översvämningar, epidemier, krigshot och brandkatastrofer. Först på 1800-talet började ett nytt uppsving. 1844 öppnades järnvägen från Graz via Bruck till Mürzzuschlag (och senare vidare till Wien) och 1868 järnvägen mellan Bruck och Leoben. Bruck an der Mur utvecklades till en industristad.
Den tilltagande industrialiseringen medförde en påtaglig social förändring. De sociala spänningarna nådde sin topp under inbördeskriget i februari 1934, när blodiga strider mellan socialister och austrofascister utkämpades i Bruck. Arbetarledaren Koloman Wallisch dömdes kort därefter till döden och avrättades i Leoben.

## Kommunen
Kommunen fick sin nuvarande form den 1 januari 2015 genom en sammanslagning av kommunerna Bruck an der Mur och Oberaich.
Den består av 16 orter (Ortschaften) (inom parentes invånarantal 1 januari 2024):

- Berndorf (2 478)
- Bruck an der Mur (9 123)
- Heuberg (51)
- Kaltbach (101)
- Kotzgraben (20)
- Mötschlach (49)
- Oberaich (497)
- Oberdorf (202)
- Picheldorf (170)
- Pischk (213)
- Pischkberg (108)
- Sankt Dionysen (196)
- Urgental (713)
- Utschtal (1 188)
- Wiener Vorstadt (420)
- Übelstein (221)

## Kommunikationer
Bruck an der Mur är en järnvägsknut där Sydbanan från Wien delar sig. Mot söder fortsätter den via Graz till den slovenska gränsen och mot väster via Leoben och Klagenfurt till Italien. 
Även motortrafikleden S 6 som förbinder motorvägarna A 2 och A 9 går förbi Bruck an der Mur, där S 35 från Graz ansluter.

## Kända personer
- Elisabeth Görgl, alpinskidåkare

## Vänorter
- Hagen-Hohenlimburg (Tyskland)
- Liévin (Frankrike)
- Veroli (Italien)